# Massacre d'Acteal

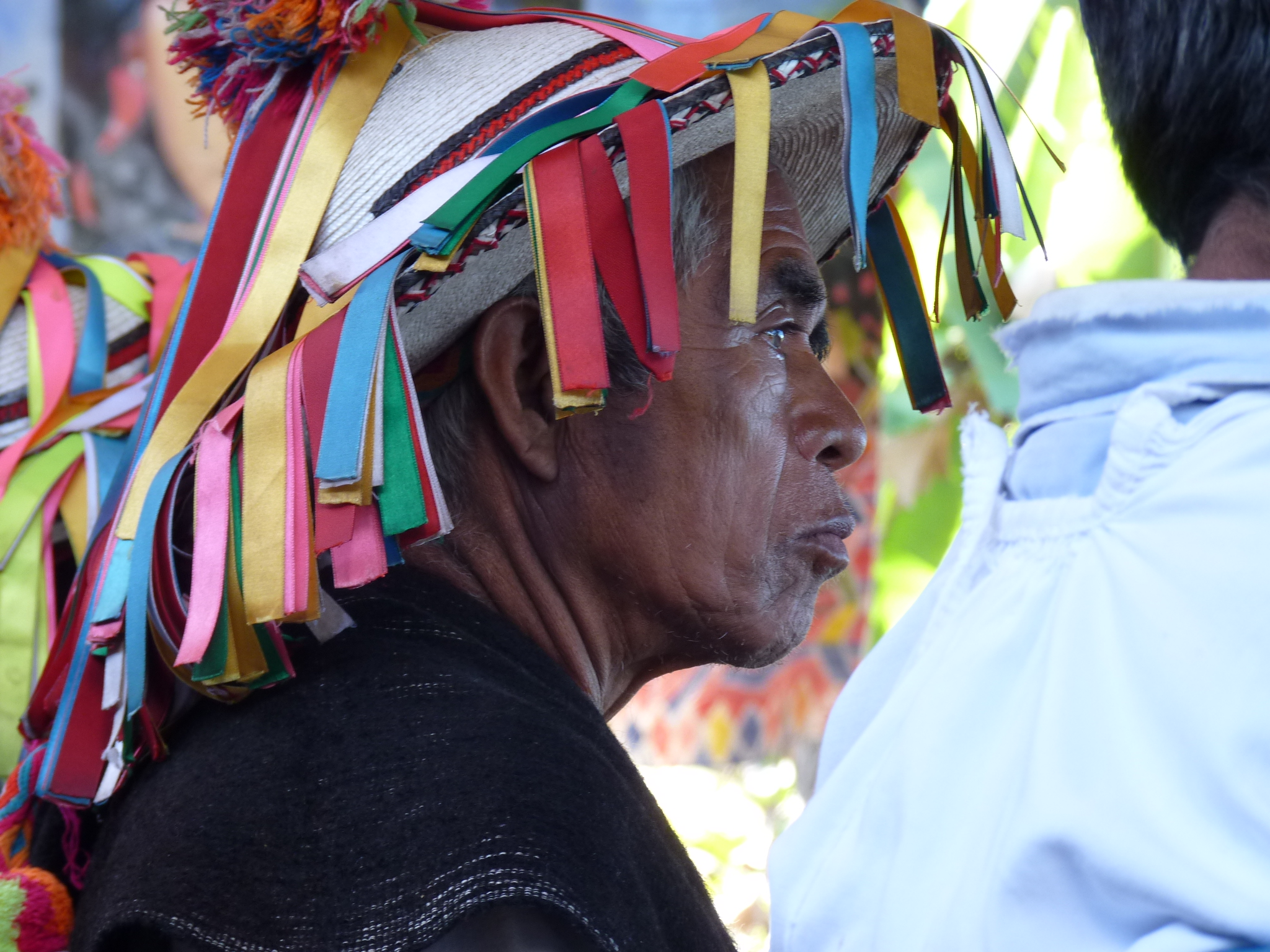
Un membre des abejas d'Acteal.

Le massacre d'Acteal est un massacre perpétré par des membres de groupes armés ou paramilitaires illégaux, armés et entraînés par les autorités, dans le village mexicain d'Acteal, tuant 45 villageois pour la plupart indigènes, dont une majorité de femmes et d'enfants.

## Les faits
Au long du mois de décembre 1997, la tension monte au Chiapas, notamment due à la stratégie de « Contrainsurgencia » que mène le gouvernement mexicain contre l'armée zapatiste et ses actions illégales, mais subi par toute la population chiapanèque.
Parmi les déportés fuyant les persécutions se trouve la société civile des Abejas. Le 21 décembre 1997 ce groupe non violent, décide un jour de prière et de jeûne le lendemain.
Le 22 décembre 1997, la journée prévue a lieu. Quelque 300 personnes sont réunies pour prier, quand un groupe d'une cinquantaine d'indigènes armés de machettes et d'armes à feu arrive et commence le massacre. Bien que l'Armée mexicaine soit présente à moins de 200 mètres du lieu même, elle n'interviendra pas durant les heures que durera le massacre, et ceci malgré les différentes occasions. Elle a été accusée d'avoir facilité le déplacement des paramilitaires et d'avoir « fourni les armes utilisées pour la boucherie » selon les termes du quotidien espagnol El País,.

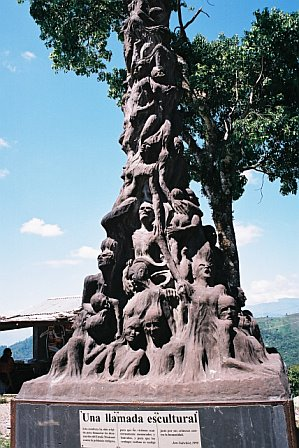
La colonne de l'infamie, en arrivant sur les lieux d'Actéal.

Les décomptes font état de 45 morts, dont 21 femmes (dont 4 enceintes, d'où le chiffre de 49 morts quelques fois avancé) 14 enfants et un nourrisson.

## Réactions
Depuis, les Abejas ont publiquement réitéré leur désir de justice, et non de vengeance. Cependant, les coupables restent impunis. Les responsables sont connus de tous selon l'organisation non gouvernementale Amnesty International. Amnesty international a par ailleurs plusieurs fois dénoncé les entraves à la recherche de la vérité par le gouvernement mexicain. L'organisation Frayba envoie des brigades d'observation de façon permanente à Acteal, de façon à rendre visible une présence internationale de surveillance. Tous les ans, le 21 décembre, les Abejas convient les volontaires à participer à une messe en l'honneur de leurs morts.

## Absence de justice
Cinquante indigènes, membres des groupes armés et paramilitaires, opposés à l'EZLN et impliqués dans le massacre ont été condamnés en 2006 à 25 ans de prison pour leur responsabilité dans ce massacre.
Cette peine représente le minimum prévu par loi, le juge ayant tenu compte de leur degré de pauvreté, d'ignorance et de fanatisme religieux.
Même si des hommes de main et quelques responsables d'un rang un peu plus élevé ont pu être reconnus coupables, les responsables au niveau étatique ou fédéral n'ont alors pas été poursuivi en justice pour ces exactions.
Le 12 août 2009, la cour suprême de justice décide de libérer purement et simplement 26 prisonniers pour l'équivalent mexicain d'un « vice de forme, ». Selon Amnesty international, repris par El País, ceci montre les « graves déficiences du système de justice mexicain, qui paraît incapable de rechercher, procéder et sanctionner par le moyen d'un juge les responsables. »